# 布萊克伍德莊園
《布萊克伍德莊園》（英語：Blackwood Farm）是美國作家安·萊絲的系列小說「吸血鬼紀事」第九部，2002年10月29日出版。譯林出版社於2008年4月1日發行簡體中文版，由董宇虹翻譯。安·萊絲將分身作為這部小說的描述主題。

## 內容概述
此作的主角塔崑·布萊克伍德 (Tarquin Blackwood)，昵稱奎因 (Quinn)，是一個全新角色，他來自紐奧良的布萊克伍德家族，這是一個擁有兩百多年黑暗祕史，滿佈天主教信仰與巫術祕法、鬼怪奇譚交織而出的玄祕氛圍的豪門望族。奎因在幾年前被迫由一個名叫佩卓妮亞的雌雄同體吸血鬼轉化。他自童年時代就被一個叫做葛布林的神祕靈體追捕，為了擺脫葛布林，奎因向吸血鬼黎斯特·德·萊昂柯特尋求幫助。黎斯特同意幫助奎因，將他帶到女巫梅瑞克·梅菲爾面前，梅瑞克告訴奎因那個靈體是他過世的雙胞胎兄弟，她可以運用一個雙生兒的軀體為奎因擧行驅魔儀式。梅瑞克將葛布林的靈魂帶向光明，然後便離開了。黎斯特因他女友的死而煩悶不已，與此同時，他試圖說服自己安心，因為他現在擁有奎因，一個可以代替他的前女友，讓他去珍惜的伴侶。

## 反響
美國《娛樂週刊》的評論家瑞貝卡·艾希-威爾士給小說4星的評分，她寫道：「萊絲在她這部達到平均水準的鬼怪故事裡為讀者創造了一個充滿噬血與性愛的世界。」在以5為滿分的亞馬遜網站上，小說獲得4.2分的評級。